# Ечеба
Е́чеба или Я́тшоб (нем. Jetscheba; в.-луж. Jatřobо файле) — деревня в Верхней Лужице, Германия. Входит в состав коммуны Гросдубрау района Баутцен в земле Саксония. Подчиняется административному округу Дрезден.

## География
Находится примерно в 14 километрах севернее от города Баутцен в южной части Лужицкого озёрного края между искусственными озёрами Весны-Гат на юго-западе, Куповы-Гат на юге и Гайк на востоке. На северо-востоке от деревни находится обширный лесной массив Рудейского и Манёвского лесничеств (территория коммуны Боксберг).
Соседние населённые пункты: на юго-востоке — деревня Купой, на востоке — деревня Лихань и на западе — деревня Минакал коммуны Радибор.

## История
Впервые упоминается в 1419 году под наименованием Jetzrebie.
В годы нацистского режима называлась как Habichtau. С 1994 года входит в современную коммуну Гросдубрау.
В настоящее время деревня входит в состав культурно-территориальной автономии «Лужицкая поселенческая область», на территории которой действуют законодательные акты земель Саксонии и Бранденбурга, содействующие сохранению лужицких языков и культуры лужичан.
Исторические немецкие наименования
- Jetzrebie, 1419
- zum Habich, 1441
- Jatzebe, 1630
- Jetzschob, Jetzschub, 1658
- Iezscheba, 1732
- Jetzscheba, 1768
- Habichtau, 1938—1949

## Население
Официальным языком в населённом пункте, помимо немецкого, является также верхнелужицкий язык.
Согласно статистическому сочинению «Dodawki k statisticy a etnografiji łužickich Serbow» Арношта Муки в 1884 году в деревне (вместе с соседней деревней Купой) проживало 285 человек (из них — 257 серболужичан (90 %)).
Лужицкий демограф Арношт Черник в своём сочинении «Die Entwicklung der sorbischen Bevölkerung» указывает, что в 1956 году при общей численности в человека серболужицкое население деревни составляло 67,3 % (из них верхнелужицким языком владело 346 взрослых и 91 несовершеннолетний).
| 1834 | 1871 | 1890 |
| ---- | ---- | ---- |
| 155  | 180  | 165  |

## Известные жители и уроженцы
- Хорст Адам (род. 1939) — серболужицкий писатель, журналист и публицист.